# Майер, Адальберт
Адальбе́рт Ма́йер (нем. Adalbert Mayer) — немецкий кёрлингист.
В составе мужской сборной ФРГ участник двух чемпионатов мира (лучший результат — седьмое место в 1975) и чемпионата Европы 1975 (заняли четвёртое место).
Играл на позиции первого.

## Команды
| Сезон   | Четвёртый  | Третий         | Второй         | Первый          | Турниры           |
| ------- | ---------- | -------------- | -------------- | --------------- | ----------------- |
| 1974—75 | Клаус Канц | Манфред Рёзген | Манфред Шульце | Адальберт Майер | ЧМ 1975 (7 место) |
| 1975—76 | Клаус Канц | Манфред Шульце | Манфред Рёзген | Адальберт Майер | ЧЕ 1975 (4 место) |
| 1975—76 | Клаус Канц | Манфред Рёзген | Манфред Шульце | Адальберт Майер | ЧМ 1976 (8 место) |

(скипы выделены полужирным шрифтом)